# Banduru, Malavalli
Banduru là một làng thuộc tehsil Malavalli, huyện Mandya, bang Karnataka, Ấn Độ.